# Provincia di Aija
La provincia di Aija è una provincia del Perù, situata nella regione di Ancash.

## Geografia antropica

### Suddivisioni amministrative
È divisa in 5 distretti:
- Aija
- Coris
- Huacllán
- La Merced
- Succha